# 헤자즈

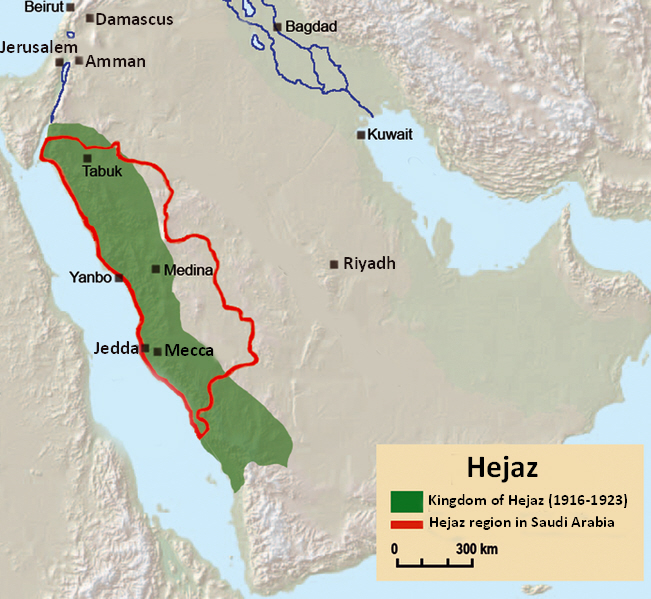

헤자즈(Hejaz, 아랍어: الحجاز) 또는 히자즈(Hijaz)는 지금의 사우디아라비아 서쪽에 위치한 역사적 지역이다. 대부분 홍해 연안에 한정돼 있으며 하클에서 아카바만까지 이어진다. 제다가 가장 주요 도시이며 이슬람 문명에서는 메카가 그 중심이다. 헤자즈는 과거 이슬람 시대의 성전이자 중요 건물이 많이 위치하고 있어 정치 종교의 중심이었다.

## 역사
여러 유적이 로마 제국의 영역상 헤자즈 일대에 미쳤음을 증명하고 있다. 이집트와 오스만제국 등의 강국 사이에서 헤자즈 왕국으로 20세기 초까지 존재했다. 1차 세계 대전 중 대영 제국의 바람으로 반기를 들어 분리된 나라였다. 1916년 독립했으나 1924년 사우디아라비아 왕국으로 편입됐다.
성경에 나오는 에덴 동산이 이 일대인 것으로 보기도 하는데 에덴에서 흘러나온 강이 정원으로 물을 주었다는 귀절에서 알 수 있는 대목이다.
이 땅이 하월라로 일컬어지는데 원래는 예멘의 북서쪽이나 아라비아 반도 일대일 것으로 추정됐었다. 그러나 여러 학자들이 논의한 결과 헤자즈 일대가 상당히 성경 연구와 흡사한 점이 있는 것으로 밝혀지고 있다.
당시 흐르는 강이 있었다고 하는데 파로크 엘 바스 박사(보스턴대)가 진행한 지질학 연구에 따르면 현재의 쿠웨이트 강으로 알려진 유역이 기원전 2500-3000년 정도에 활성화되어 있었다는 것으로 보여 이를 뒷받침하고있다..
창세기에 나오는 베델리엄이라는 보석 공장도 많다.

## 같이 보기
- 미디안
- 시리아 (지역)